# Ciúme de Você
"Ciúme de Você" é uma canção composta por Luiz Ayrão e que ficou famosa na voz do cantor Roberto Carlos, em 1968.

## Canção
O sambista Luiz Ayrão compôs várias canções para diversos artistas da Jovem Guarda, que se tornaram verdadeiros hits do movimento. Um desses artistas era Roberto Carlos, que gravou, entre outras, "Só Por Amor", "Nossa Canção" e "Ciúme de Você", que se tornou um dos grandes sucessos do álbum O Inimitável, de 1968. Assim como "Se Você Pensa", "Ciúme de Você" é nitidamente influenciada pelo gêneros soul e funk norte-americanos.
| “ | Era para ser um samba-rock meio Jorge Ben, mas ele colocou na versão soul music da época. | ” |

A letra foi motivada por causa da namorada de Ayrão, chamada Mercedes, com quem depois ele se casaria. Eles se conheceram e trabalhavam em uma agência do antigo Banco do Estado da Guanabara. Como era proibido o namoro no expediente, o casal pouco se falava dentro da agência. Mas Ayrão sempre vigiava Mercedes, monitorando suas ações - como o atendimento a clientes -, que algumas vezes despertava ciúmes no sambista.

## Versão de Felipe Dylon
"Ciume de Você" é uma canção gravada pelo cantor brasileiro Felipe Dylon, lançada em 2005 como segundo single do álbum Amor de Verão. Composta por Luiz Ayrão e gravada originalmente por Roberto Carlos, a versão voltou a fazer sucesso e pontou na Brasil Hot 100 Airplay.

## Regravação
A canção também foi regravada pelo grupo de pagode Raça Negra, no álbum Raça Negra Volume 3 em 1993 e pela banda de forró Mastruz com Leite no álbum Canta Sucessos do Rei de 1999.[carece de fontes?]